# Os Faíscas
Os Faíscas foram a primeira banda portuguesa de punk rock, formada em Lisboa, em 1977, por Paulo Pedro Gonçalves, Pedro Ayres Magalhães, Jorge Lee e Emanuel Ramalho. 
Introduziram em Portugal um estilo musical inovador, baseado no poder da redução do rock aos dois ou três acordes essenciais. Tiveram uma passagem efêmera, terminando a atividade em 1979, com a gravação apenas de uma maqueta na Rádio Comercial.

## História

### Formação e primeiros tempos
A chegada da música punk a Portugal foi da responsabilidade do radialista António Sérgio que, no pós 25 de Abril, começou a tocar discos importados na Rádio Renascença. Entusiasmado com a simplicidade do novo estilo musical, lançou um disco pirata e, apesar de não existir movimento punk estabelecido, resolveu produzir a primeira banda revolucionária portuguesa. Convidou os jovens Paulo Pedro Gonçalves 'aka Rocky Tango–Rock Assassino' (voz e guitarra), Jorge Lee 'aka Finuras Punhos de Renda' (guitarra), Pedro Ayres Magalhães 'aka Dedos de Tubarão' (baixo) e Emanuel Ramalho 'aka Gato Dinamite–Flash Gordon' (bateria) para formarem Os Faíscas. A decisão da escolha de pseudónimos, ocultando os nomes verdadeiros, revelou a vontade da banda em contrariar a normalidade. Os jovens músicos eram influenciados pelo movimento e cultura punk que despontou na década de setenta em Inglaterra e Estados Unidos e que se baseava numa forte contestação ao sistema capitalista. Os quatro rapazes de Lisboa importaram para Portugal os valores de contracultura iniciado pelo movimento hippie na década de sessenta e que o punk deu continuidade mas com algumas diferenças ideológicas.

### Efêmera carreira
Os Faíscas competiam diretamente com os Aqui d’el-Rock, também formados em 1977, e essas duas bandas abriram caminho a outros praticantes de punk rock, caso dos Minas & Armadilhas, UHF ou Xutos & Pontapés. Pedro Paulo Gonçalves reitera a origem do punk em Portugal à sua banda:
| “ | Os Faíscas foram a primeira banda punk portuguesa. Os Aqui d’el-Rock apareceram mais ou menos na mesma altura mas não eram uma banda punk. Em Inglaterra, na altura, teriam sido considerados pub rock como os Dr. Feelgood ou Ian Dury and The Kilburns. Os Faíscas tinham a atitude, a música, as letras, a imagem e a vontade de derrubar o status quo. Tínhamos um following punk, uma fanzine, invadimos os palcos do rock português para nos deixarem tocar, criávamos situações de caos, destruição e de anarquia. O nosso lema era 'violar o sistema'. Éramos verdadeiros situacionistas. | ” |

Realizam o primeiro concerto no dia 31 de março de 1978 no 1º festival da revista Música & Som em que tocaram treze temas, alguns covers, e os inéditos "Não Perdes Pela Demora" e "Faca Na Barriga". Seguiram-se vários concertos na discoteca Brown's e no Bar É, em Lisboa. Sob a orientação do road manager Zé Pedro (que viria mais tarde a formar os Xutos & Pontapés) os Faíscas começaram a organizar concertos na Sociedade Filarmónica Alunos de Apolo criando a tradição das matinés de sábado, onde terão inspirado o nascimento de outras bandas, caso dos Xutos & Pontapés e dos UHF. Na ausência de bandas punk para preencher a primeira parte, os Faíscas criaram uma banda paralela chamada Jô Jô Benzovac & Os Rebeldes, como recorda Pedro Gonçalves: "Tocamos um set de rock'n'roll (Elvis, Chuck Berry, Little Richard, Jerry Lee Lewis) depois saímos do palco, vestimos uns amigos com a nossa roupa, meias de seda, vieram ao palco tiraram as meias, agradeceram ao público e nós começámos o set dos Faíscas". Faziam a sua própria divulgação distribuindo fanzines com informação da banda, uma vez que o rock que se fazia no mundo não era divulgado pelas rádios, jornais e televisão. A desatenção geral em relação ao que se passava com o novo género de música cantada em português era de tal ordem que não há registos fotográficos dos concertos dados pelos Faíscas nem registos audio dos seus temas. Realizaram uma pequena digressão pelo país com destaque para o concerto no dia 27 de maio de 1978, no Sabugal, em que protagonizaram em palco uma atitude provocatória nunca antes vista em Portugal. Sem interesse e apoio das editoras, a banda terminou o percurso dando o último concerto no dia 13 de janeiro de 1979 na sala dos Alunos de Apolo num espetáculo integrado nas comemorações dos 25 anos do rock n'roll. Para memória da sua atividade ficou apenas o registo de uma maqueta gravada na Rádio Comercial.
Com o final dos Faíscas, Paulo Pedro Gonçalves, Pedro Ayres Magalhães e Emanuel Ramalho decidiram não desistir do sonho que os havia unido e formaram com outros três músicos os Corpo Diplomático, a primeira banda portuguesa de new wave. Ayres Magalhães e Pedro Gonçalves estariam na origem da formação dos Heróis do Mar, em 1981, que atingiu enorme sucesso na década de 1980.

## Membros
- Paulo Pedro Gonçalves (vocal e guitarra) [2]
- Jorge Lee (guitarra) [2]
- Pedro Ayres Magalhães (baixo) [2]
- Emanuel Ramalho (bateria) [2]